# Revolução Bolivariana
A Revolução Bolivariana é um processo político na Venezuela que foi liderado pelo presidente venezuelano Hugo Chávez, fundador do Movimento da Quinta República e mais tarde do Partido Socialista Unido da Venezuela (PSUV). A Revolução Bolivariana tem o nome de Simón Bolívar, um líder revolucionário venezuelano e latino-americano do início do século XIX, proeminente nas guerras de independência hispano-americanas ao alcançar a independência da maior parte do norte da América do Sul do domínio espanhol. De acordo com Chávez e outros apoiadores, a Revolução Bolivariana busca construir uma coalizão interamericana para implementar o bolivarianismo, o nacionalismo e uma economia estatal; modelo político-econômico batizado como “socialismo do século XXI”.
Detratores chamaram o movimento de Chavismo, e seus apoiadores de Chavistas, com os opositores sendo anti-Chavistas. A ideologia, seguindo seu patrono Bolívar, também visa unir os povos sul-americanos de língua espanhola para formar uma grande confederação pan-americana. O conceito de bolivarianismo foi exportada para a Bolívia, com o anúncio do então presidente Evo Morales declarando organizar "sua revolução bolivariana". O presidente equatoriano Rafael Correa também declarou publicamente ser bolivariano "como Chávez".
Segundo Chávez, a Venezuela precisa "transcender o capitalismo" através do socialismo. Uma de suas primeiras medidas foi aprovar, mediante referendo, a Constituição de 1999. Em seu 57º aniversário, ao anunciar que estava em tratamento de câncer, Chávez declarou que havia mudado o slogan da Revolução Bolivariana de "Pátria, socialismo ou morte" para "Pátria e socialismo. Nós viveremos e sairemos vitoriosos".
Após a morte de Chávez em 2013, a revolução entrou em declínio social e a situação política e econômica na Venezuela se deteriorou rapidamente.

## Bolívar como símbolo

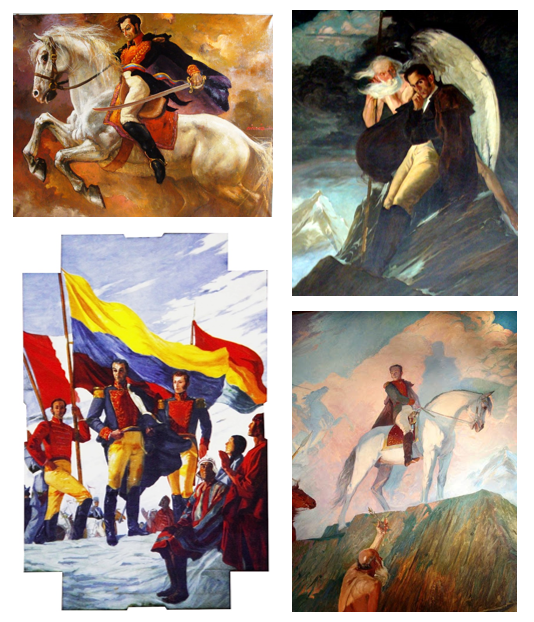
Collage de varias obras figurando Simón Bolívar, obra de Tito Salas

Simón Bolívar deixou uma marca duradoura na história da Venezuela em particular e na América do Sul em geral, celebrado como "El Libertador". O início do culto a Bolívar se deu com o traslado dos restos mortais de Bolívar, então em Santa Marta, para a capital Caracas contando com um enterro com grande pompa. Essa cerimônia foi resultado da campanha do general José Antonio Páez, que conseguiu a aprovação por decreto da glorificação de Bolívar em 1842.
Como cadete militar, Hugo Chávez foi "um celebrante da história da paixão bolivariana".  Chávez confiou nas ideias de Bolívar e em Bolívar como um símbolo popular mais tarde em sua carreira militar, ao montar seu movimento MBR-200 que se tornaria um veículo para sua tentativa de golpe de 1992.

## Histórico
A América do Sul no final da década de 1980 e início da década de 1990 estava se recuperando da crise da dívida latino-americana em meados da década de 1980 e muitos governos adotaram políticas de austeridade e privatização para financiar empréstimos do Fundo Monetário Internacional (FMI). Após o fim da Guerra Fria e a queda das ditaduras militares no Brasil, Argentina, Chile e Uruguai, movimentos sociais incluindo as correntes trabalhistas e indígenas, que se opuseram à austeridade e pediram o perdão da dívida, às vezes resultando em confrontos com o Estado; como ocorreu no Caracazo e no golpe de estado equatoriano de 2000. Foi neste contexto que Chávez e o MBR-200 (como o Movimento da Quinta República) venceram as eleições de 1998 e iniciaram o processo constituinte que resultou na Constituição venezuelana de 1999.

## Ideologia

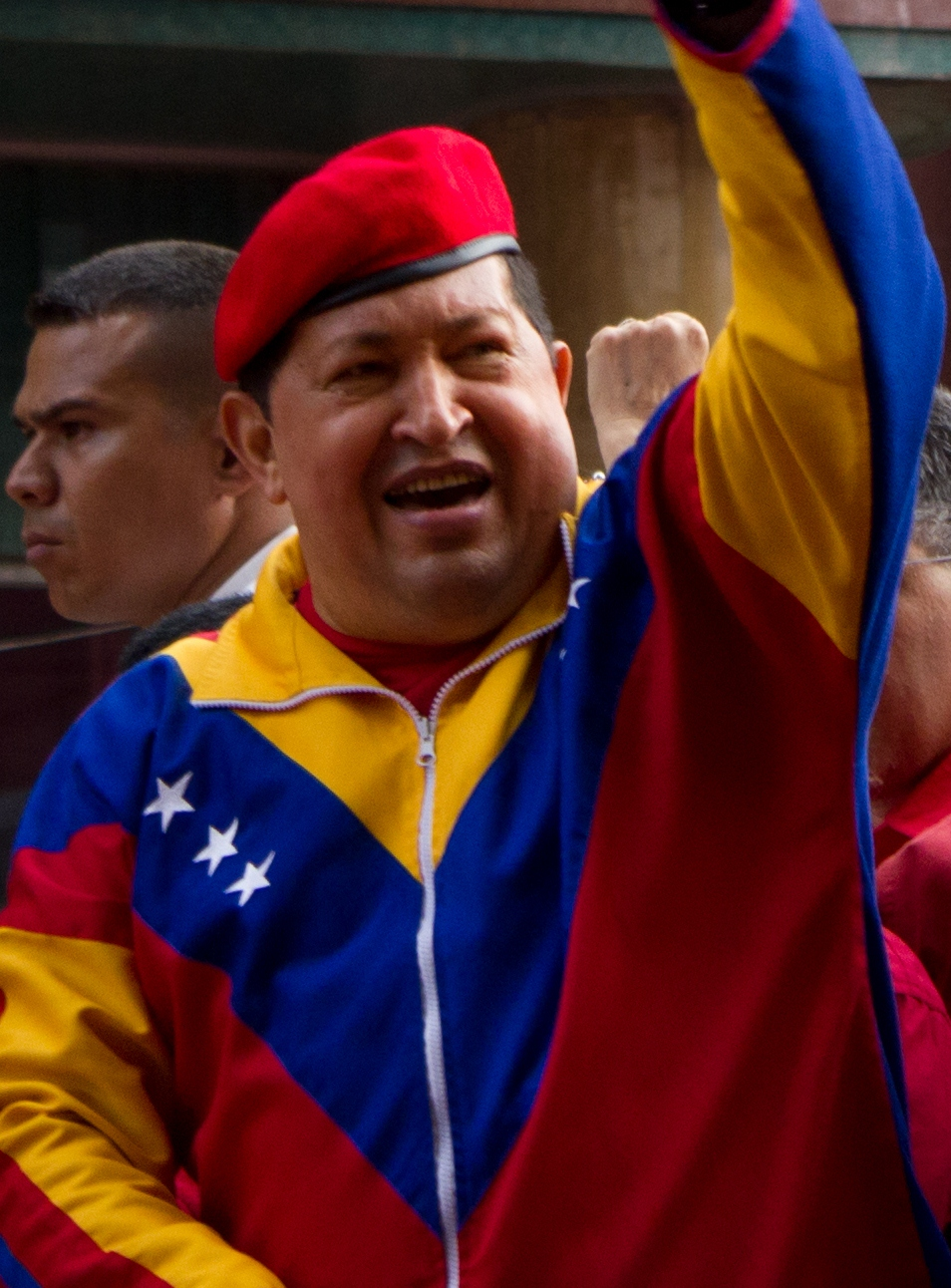
Hugo Chávez durante um comício em 2012.

Segundo o historiador Alberto Garrido, autor de 12 livros sobre o assunto, a Revolução Bolivariana mistura elementos históricos e políticos de diferentes épocas, tentando conciliar uma democracia participativa com um partido civil-militar de esquerda. Ele afirma também, que as grandes inspirações da ideologia de Hugo Chávez são o bolivariano Douglas Bravo, o peronista de esquerda Norberto Ceresole e o cubano Fidel Castro. Hugo Chávez reverenciava Fidel Castro e via a revolução cubana como um modelo para a Venezuela. O sistema bolivariano é populista e divide a sociedade em campos opostos e irreconciliáveis. Isto cria uma barreira dicotômica entre os desfavorecidos e o poder irresponsivo, o qual é responsável pelo status de "ser deficiente" dos desfavorecidos. No bolivarianismo, os latino-americanos enfrentam o "imperialismo" dos Estados Unidos. Conforme explicado por Ernesto Laclau, o populismo é assim definido:
O populismo envolve a divisão da cena social em dois campos. Essa divisão pressupõe a presença de alguns significantes privilegiados que condensam em si mesmos a significação de todo um campo antagônico (o 'regime', a 'oligarquia', os 'grupos dominantes' etc., para o inimigo; a 'nação', a 'maioria silenciosa', e assim por diante, para o oprimido desvalido - esses significantes adquirem esse papel articulador de acordo, obviamente, com uma história contextual). 
O agora falecido presidente da Venezuela, Hugo Chávez, desde que começou na presidência da república, se autodenominou bolivariano e seguidor das ideias de Simón Bolívar. Entre suas ações inspiradas na dita ideologia estão a mudança da Constituição da Venezuela de 1961 na chamada Constituição Bolivariana de 1999, que mudou o nome do Estado para República Bolivariana da Venezuela, e outros atos como a criação e promoção de escolas e universidades com o adjetivo bolivariana, como o são as Escolas Bolivarianas e a Universidade Bolivariana da Venezuela. As forças armadas também foram renomeadas, tornando-as a Força Armada Bolivariana da Venezuela. Seu elemento principal, o exército, passou de Exército Nacional da Venezuela para Exército Nacional da República Bolivariana da Venezuela; sendo conhecido simplesmente como Exército Bolivariano (EB).

### Chavismo
Chavismo é o nome dado à ideologia de esquerda política baseadas nas ideias, programas e estilo de governo associados com o ex-presidente da Venezuela, Hugo Chávez.
O Chavismo, comumente considerado uma vertente populista do secular caudilhismo latino-americano, é composto por três fontes básicas: as ideias de Simón Bolívar, Ezequiel Zamora e Simón Rodríguez, e também um socialismo revisado que é definido como o "socialismo do século XXI". Da mesma forma, o chavismo toma ideias de: Ernesto "Che" Guevara, Fidel Castro, Augusto César Sandino, Camilo Cienfuegos, entre outros. Vários partidos políticos da Venezuela apoiam o chavismo. Mas o partido principal, diretamente relacionado com Chávez, é o Partido Socialista Unido de Venezuela (PSUV). Outros partidos e movimentos de apoio ao chavismo incluem Pátria para Todos e Tupamaros.

## Políticas

### Domésticas
As políticas do Chavismo incluem nacionalização, programas de bem-estar social (missões bolivarianas) e oposição ao neoliberalismo (particularmente as políticas do FMI e do Banco Mundial). Segundo Hugo Chávez, o socialismo venezuelano aceita a propriedade privada, mas esse socialismo também busca promover a propriedade social. O Chavismo também apoia a democracia participativa  e a democracia no local de trabalho.  O presidente Hugo Chávez manteve-se em contato quase direto com seu eleitorado através do programa semanal "Aló Presidente". Essa forma de contato, com telefonemas e auditório ao vivo, tornava Chávez um televangelista "espalhando o evangelho" da revolução bolivariana. Em janeiro de 2007, Chávez propôs construir o estado comunal, cuja ideia principal é construir instituições de autogoverno como conselhos comunais, comunas e cidades comunais.
Os principais componentes da revolução são as missões bolivarianas, os círculos bolivarianos e a busca pela integração latino-americana e o "anti-imperialismo" dirigido contra os Estados Unidos. As tais missões bolivarianas fizeram uso da redistribuição da vasta riqueza petrolífera venezuelana para estabelecer programas de bem-estar social que estabeleceram clínicas médicas e escolas, operavam uma cadeia de mercearias baratas e dividiam fazendas e ranchos nacionalizadas entre cooperativas dos mais pobres. Daniel Hellinger, professor de ciência política na Universidade de Webster, em St. Louis, apontou que os programas de bem-estar social reduziram a taxa de pobreza na Venezuela a partir de cerca de 80% na década de 1990 para cerca de 20%, e erradicou o analfabetismo. Esses avanços vieram ao custo de pesado endividamento e cada vez maior dependência das receitas petrolíferas.
A parcela mais pobre da Venezuela, viu durante o governo Chávez suas condições de vida melhorarem drasticamente segundo apontam indicadores, no período de 1999, ano em que Chávez assumiu a presidência do país, até 2009, ano da divulgação dos dados, 20,1% dos venezuelanos vivam sob extrema pobreza, número que caiu para 9,5% em 2007. A Venezuela possuía em 1999 50,5% de sua população na pobreza, o que equivalia a mais de 11 milhões de pessoas, número que caiu para 31,5%, segundo a pesquisa, de 24,6 milhões de pessoas no total, 18,8% saíram da linha pobreza. Uma pesquisa da Datanálisis indicou que as classes E e D venezuelanas aumentaram seu consumo em 22% nos últimos 8 anos, devido ao aumento salarial que, em 1999, era equivalente a 47 dólares e subiu para 371 dólares em 2007. De acordo ainda com o Ministério da saúde, a mortalidade infantil na Venezuela era de 21,4 para cada 100 mil habitantes em 1998 e caiu para 13,7 para cada 100 mil.

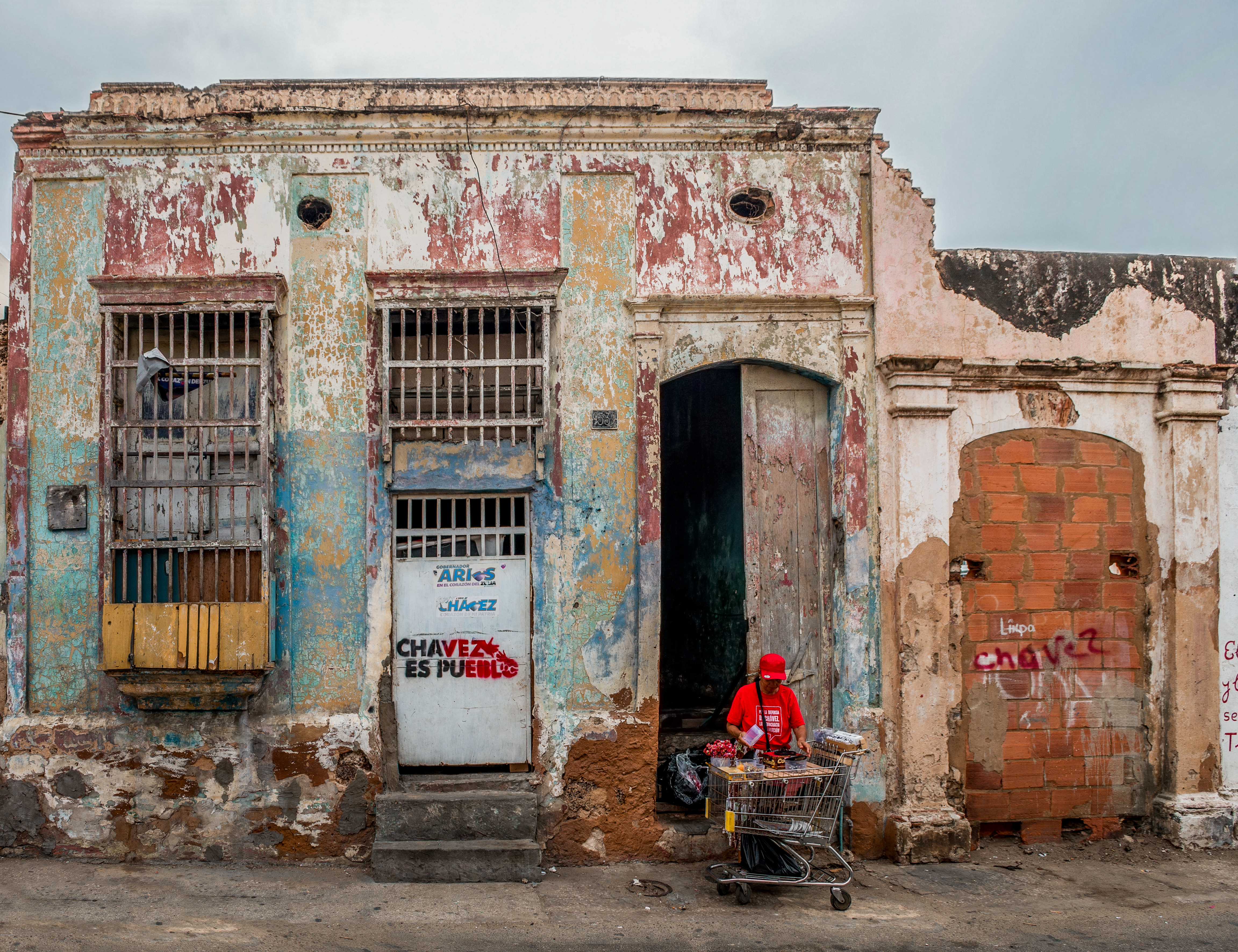
Casa colonial típica do centro de Maracaibo, pintada com propaganda bolivariana e mulher em roupas apoiando Hugo Chávez.

Chávez nacionalizou dezenas de empresas de energia, bancos e telecomunicações, além de mais de 1 milhão de acres de terras agrícolas. Isso causou um declínio acentuado no investimento e na produtividade venezuelanos e tornou o país cada vez mais dependente das vendas de petróleo. O dinheiro que deveria ter sido aplicado de forma produtiva na indústria e agricultura foi completamente comprometido nesses programas; o que afetou a competitividade da economia venezuelana. Por conta disso, apesar das grandes somas arrecadadas de suas reservas de energia durante a alta dos hidrocarbonetos, Chávez foi forçado a tomar emprestado mais de US$ 38 bilhões dos chineses nos últimos anos de sua presidência para financiar seus programas de bem-estar interno e ajuda externa. Os empréstimos foram garantidos por compromissos futuros de venda de petróleo a Pequim. A Venezuela tornou-se "o arquétipo de um petroestado falido". Os preços do petróleo caíram de mais de US$ 100 por barril em 2014 para menos de US$ 30 por barril no início de 2016, levando a Venezuela a uma espiral econômica e política; as condições só pioraram desde então.
O acumulo de poder também acentuado, com Chávez governando como um caudillo (caudilho). Como um ditador militar, ele fechou estações de TV e rádio que o criticavam, armou uma milícia paramilitar e colocou a burocracia sob controle rigoroso. Em 2018, a grande maioria dos cargos de prefeito e governador eram ocupados por candidatos do PSUV, enquanto a coalizão de oposição Unidade Democrática (MUD) conquistou dois terços dos assentos parlamentares em 2015. A hostilidade política entre o PSUV e o MUD levou a vários incidentes em que as manifestações pró-governo e de oposição se tornaram violentas, com cerca de 150 mortos como resultado em 2017. Além disso, existem reclamações e reconvenções relacionadas com a prisão de figuras da oposição, com o governo alegando que o seu estatuto político não impede nem motiva o processo pelos crimes pelos quais foram condenados, enquanto a oposição afirma que essas detenções e acusações têm motivação política. As eleições também tiveram protestos sobre fraude eleitoral.
Chávez sempre apresentou o slogan de que "A única maneira pela qual a Venezuela pode se tornar uma potência é construindo o socialismo venezuelano!", reiterando que não há outro caminho e que a classe trabalhadora terá papel fundamental na construção do socialismo bolivariano. Chávez manteve sua popularidade entre os mais pobres até o fim da vida, e foi eleito para um quarto mandato com 55% dos votos apesar do aumento da criminalidade, da escassez persistente de alimentos básicos, da inflação de dois dígitos e dos impopulares programas de ajuda externa.
Em 2015, sob a égide da Revolução Bolivariana, frente à gravidade da crise econômica, a Universidade Católica Andrés Bello, a Universidade Central da Venezuela e a Universidade Simón Bolívar, entre julho e agosto de 2015, estimaram que a pobreza na Venezuela chegou a 73% dos lares do país, recorde histórico desde o início das medições em 1975. Com inflação galopante, escassez de produtos e enorme variação cambial, a pobreza se deve à aceleração do aumento dos preços e o governo Venezuelano não divulga dados oficiais, mas analistas acreditam que o número tenha superado os três dígitos.

### Internacionais

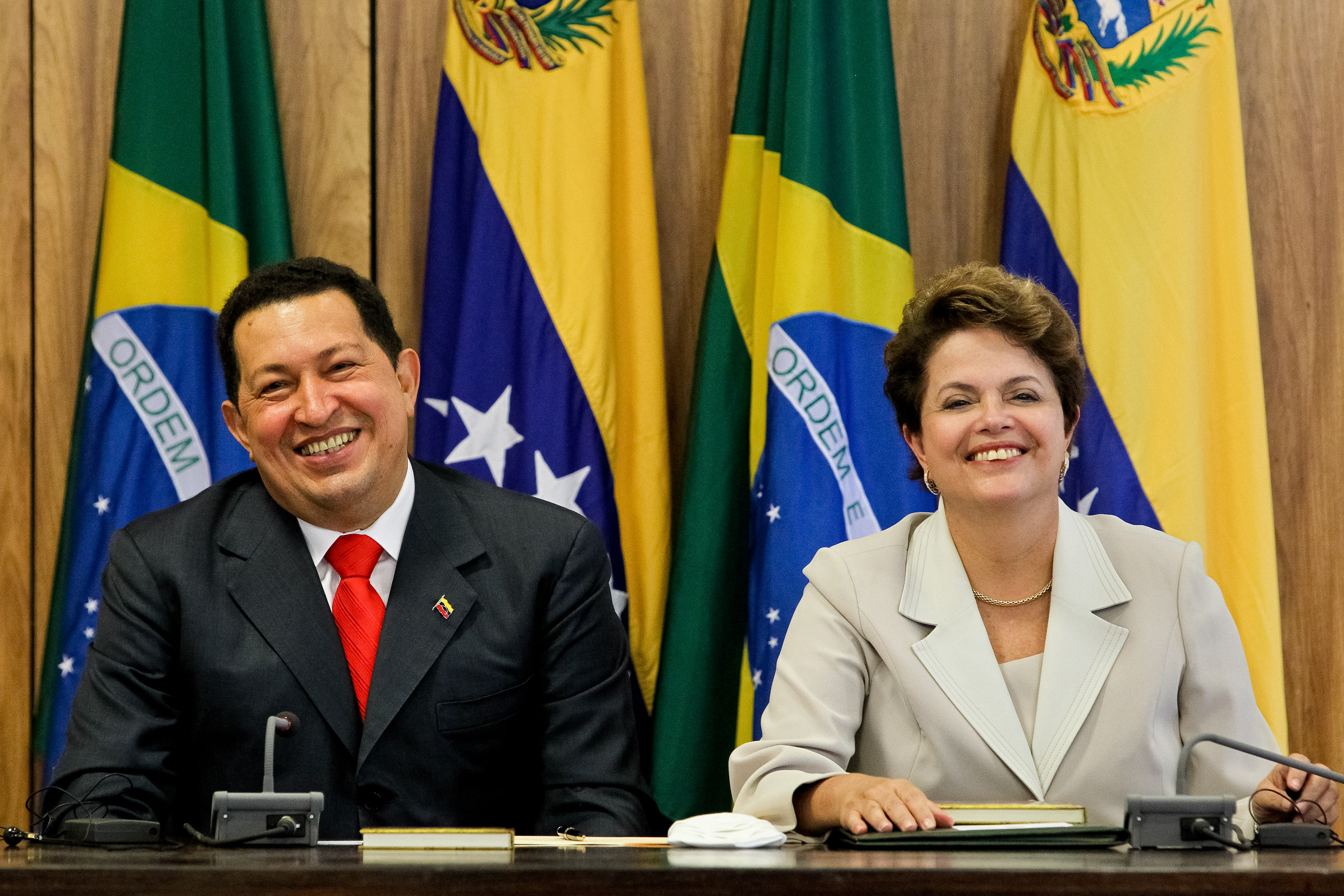
A presidente Dilma Rousseff e o presidente da Venezuela, Hugo Chávez durante coletiva a imprensa após uma reunião em Brasília, 2011.

Chávez era visto como um líder da "maré rosa", uma guinada para governos de esquerda nas democracias latino-americanas. Sua política foi marcada pelo anti-americanismo e o populismo autoritários.
Chávez reorientou a política externa venezuelana para a integração econômica e social da América Latina, promulgando comércio bilateral e acordos de ajuda recíproca, incluindo sua chamada "diplomacia do petróleo", tornando a Venezuela mais dependente do uso do petróleo (sua principal commodity) e aumentando sua vulnerabilidade a longo prazo. Essa dependência do petróleo levou à consequente queda de produção.
As vendas de petróleo representam 99% das receitas de exportação e cerca de um quarto do produto interno bruto (PIB). Sem investimento e manutenção adequados, a produção de petróleo caiu para seu nível mais baixo em décadas em 2020, embora a produção esteja lentamente começando a aumentar novamente. O PIB encolheu cerca de dois terços entre 2014 e 2020, e, à medida que a demanda global por petróleo continua comprimida em meio à pandemia de coronavírus, foi prevista uma queda de mais 5% em 2022. A dívida crescente levou à hiperinflação, com a Venezuela contraindo uma dívida estimada em US$ 150 bilhões ou mais; a inflação anual ficou em 1.946%.
No campo da diplomacia, a influência da Venezuela de Chávez se estendeu muito além das fronteiras do país. Ele despertou a oposição latino-americana ao chamado Consenso de Washington, que dita às nações subdesenvolvidas a abrirem seus mercados ao livre comércio e aos investidores estrangeiros, e estabeleceu laços estreitos com outros líderes de esquerda no hemisfério, incluindo Evo Morales, da Bolívia, e Daniel Ortega, da Nicarágua. O bolivarianismo também chegou a criar um órgão de coordenação continental, a Aliança Bolivariana para os Povos da Nossa América — Tratado de Comércio dos Povos (ALBA), acordado em Havana entre a Venezuela e Cuba.

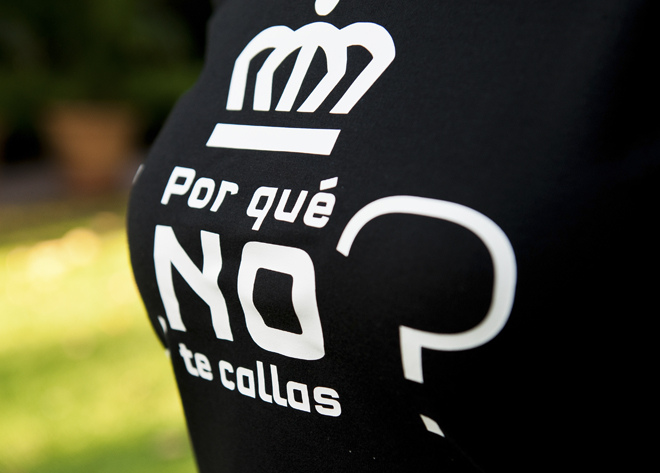
Camiseta ¿Por qué no te callas?, de Goatxa

Chávez também era famoso por seus ataques vitriólicos, chamando o presidente americano George W. Bush de "terrorista" por invadir o Afeganistão, e de "diabo" durante um discurso das Nações Unidas. Em outra ocasião, Chávez recebeu um "¿Por qué no te callas?" ("Por que não se cala?") do próprio rei da Espanha, Juan Carlos I, como uma reprimenda após as repetidas interrupções que fez ao Presidente do Governo da Espanha, José Luis Rodríguez Zapatero, na XVII Cúpula Ibero-Americana de Chefes de Estado, realizada em Santiago do Chile em 10 de novembro de 2007. A frase rapidamente se tornou um fenômeno social e da Internet, sendo objeto de imitações, ridicularizações, paródias, programas de televisão, toques para telefones e título de programas de televisão na Argentina e na Espanha.
Hugo Chávez reverenciava Fidel Castro e via a revolução cubana como um modelo para a Venezuela, doando generosamente ao instável estado socialista de Cuba, supostamente fornecendo à nação 100.000 barris de petróleo por dia a preços reduzidos. Em troca, Cuba enviou 12.000 médicos, treinadores esportivos e pessoal de segurança para a Venezuela.
Embora Chávez tenha inspirado outros movimentos na América Latina a seguir seu modelo de chavismo em uma tentativa de remodelar a América do Sul, mais tarde o projeto foi visto como errático e sua influência internacional tornou-se exagerada, com a maré rosa começando a diminuir em 2009. Em seu lugar iniciou-se uma nova onda direitista no continente.
Em abril de 2018, a principal revista de esquerda da França, Les Temps Modernes, fundada por Jean-Paul Sartre e Simone de Beauvoir em 1945, apontou seu rompimento com o regime chavista venezuelano ao denunciar que a revolução bolivariana havia se revelado um grande fracasso. Em uma série de ensaios e entrevistas, a revista aborda os aspectos políticos, econômicos e sociais que levaram ao fracasso do modelo.

### Impacto em outros países
O bolivarianismo foi emulado na Bolívia e no Equador, os quais passaram por crises de partidos políticos. De acordo com um estudo de 2017, o bolivarianismo não conseguiu se espalhar ainda mais pela América Latina e Caribe "em nações onde os partidos políticos e as instituições democráticas permaneceram funcionando e onde a esquerda e a sociedade civil valorizaram a democracia, o pluralismo e os direitos liberais devido a experiências autocráticas brutais". O estudo também constatou que "o medo do bolivarianismo também levou a um golpe contra o presidente Zelaya em Honduras". Fora da América, o impacto foi minúsculo, com aspectos do bolivarianismo sendo adotados pelo partido político espanhol Podemos.

## Missões Bolivarianas

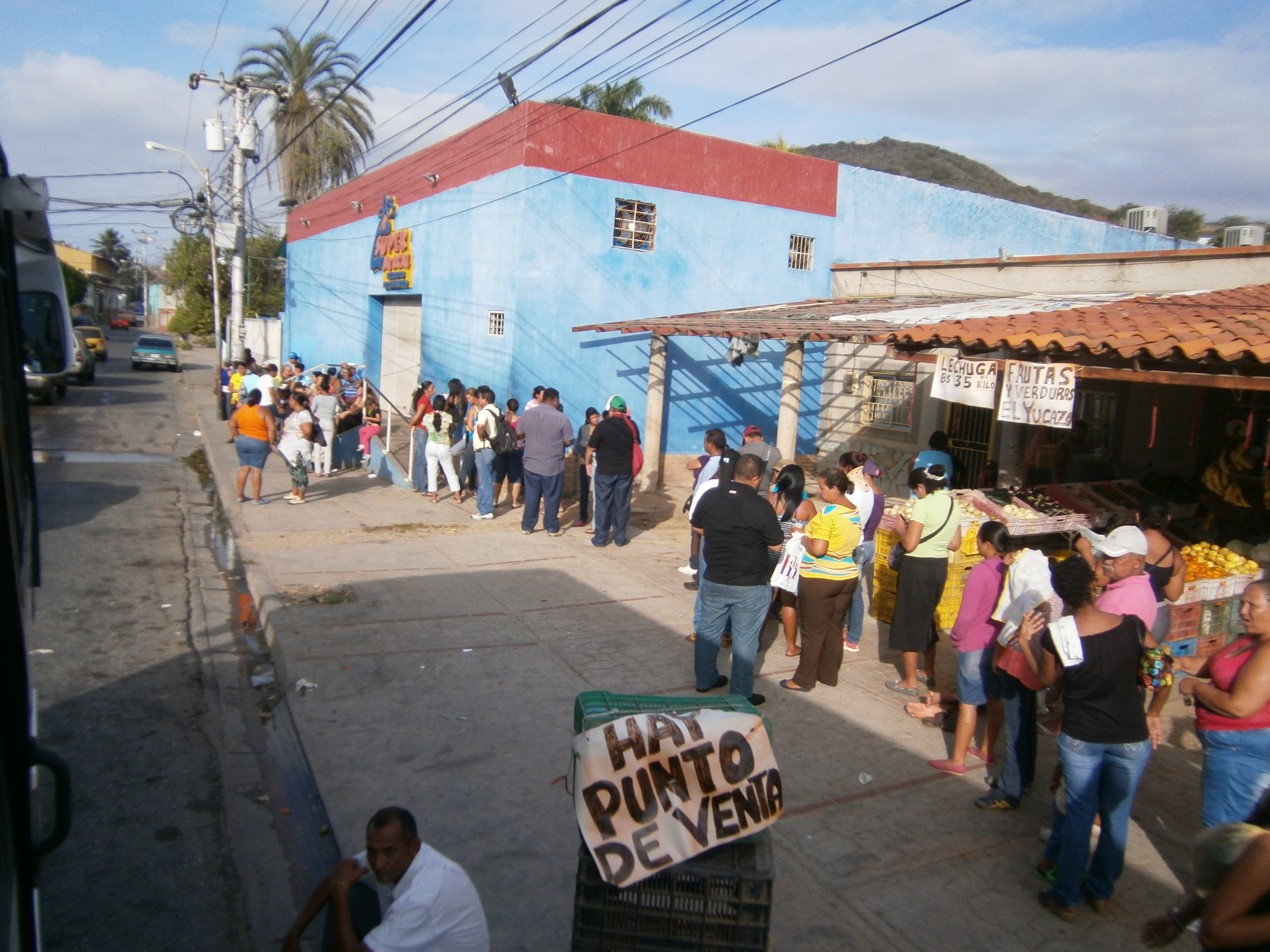
Consumidores em meio à escassez formam fila em uma loja da Missão Mercal em 2014.

Os programas sociais (chamados de "missões" na Venezuela) que surgiram durante a gestão de Hugo Chávez buscaram reduzir as disparidades sociais e foram financiados em grande parte pelas receitas do petróleo. A sustentabilidade e o desenho dos programas de bem-estar têm sido elogiados e criticados. Exemplos específicos de programas sociais estão listados abaixo.

### Plano Bolívar 2000
O Plano Bolívar 2000 foi a primeira das Missões Bolivarianas promulgadas sob a administração do presidente venezuelano Hugo Chávez. Segundo o Departamento de Estado dos Estados Unidos, Chávez quis “enviar a mensagem de que as forças armadas não eram uma força de repressão popular, mas sim uma força de desenvolvimento e segurança”. O Departamento de Estado dos Estados Unidos também comentou que isso aconteceu "apenas 23 dias após sua posse" e que ele queria mostrar aos seus apoiadores mais próximos "que não os havia esquecido". O plano envolveu cerca de 40.000 soldados venezuelanos envolvidos em atividades anti-pobreza de porta em porta, incluindo vacinação em massa, distribuição de alimentos em favelas e educação. Vários escândalos afetaram o programa à medida que alegações de corrupção foram formuladas contra generais envolvidos no plano, alegando que quantias significativas de dinheiro haviam sido desviadas.

### Missão Barrio Adentro
A missão deveria fornecer assistência médica abrangente com financiamento público, assistência odontológica e treinamento esportivo para comunidades pobres e marginalizadas na Venezuela. Barrio Adentro contou com a construção de milhares de clínicas icônicas de dois andares - Consultorios - ou de escritórios médicos, bem como a contratação de pessoal médico profissional consistindo em residentes certificados. Barrio Adentro constitui uma tentativa de oferecer uma forma de fato de atenção à saúde universal, buscando garantir o acesso à atenção médica de qualidade do berço ao túmulo para todos os cidadãos venezuelanos. Em 2006, o quadro de funcionários incluía 31.439 profissionais, pessoal técnico e técnicos de saúde, dos quais 15.356 eram médicos cubanos e 1.234 médicos venezuelanos. A filial latino-americana da Organização Mundial da Saúde e o UNICEF elogiaram o programa. Embora resultados positivos tenham surgido com a missão, também houve algumas lutas. Em julho de 2007, Douglas León Natera, presidente da Federação Médica Venezuelana, relatou que até 70% dos módulos do Barrio Adentro foram abandonados ou não foram concluídos. Em 2014, os residentes em Caracas também reclamaram do serviço, apesar do grande financiamento do governo venezuelano.

### Missão Habitat
O objetivo da Missão Habitat é a construção de milhares de novas unidades habitacionais para os pobres. O programa também busca desenvolver zonas habitacionais agradáveis e integradas que disponibilizem uma gama completa de serviços sociais - da educação à saúde - que compara sua visão com a do Novo Urbanismo. De acordo com o El Universal da Venezuela, uma das principais fraquezas do governo Chávez é o fracasso em cumprir suas metas de construção de moradias. Chávez prometeu construir 150 mil casas em 2006, mas no primeiro semestre do ano cumpriu apenas 24% dessa meta, com 35 mil casas.

### Missão Mercal
A Missão envolve uma empresa estatal denominada Mercados de Alimentos, CA (MERCAL), que fornece alimentos e produtos básicos subsidiados por meio de uma rede de lojas de âmbito nacional. Em 2010, o Mercal foi relatada como tendo 16.600 pontos de venda, "variando de lojas de esquina a grandes armazéns", além de 6.000 refeitórios populares. O Mercal emprega 85.000 trabalhadores. Em 2006, cerca de 11,36 milhões de venezuelanos se beneficiaram regularmente dos programas de alimentação do Mercal. Pelo menos 14.208 locais de distribuição de alimentos da Missão Mercal foram espalhados por toda a Venezuela e 4.543 toneladas de alimentos foram distribuídos todos os dias. Nos últimos tempos, clientes que tiveram que esperar em longas filas por produtos com desconto dizem que faltavam produtos nas lojas do Mercal e que os itens disponíveis nas lojas mudavam constantemente. Alguns clientes reclamaram do racionamento das lojas do Mercal por falta de produtos. Em alguns casos, protestos ocorreram devido à escassez nas lojas.

### Missão Robinson

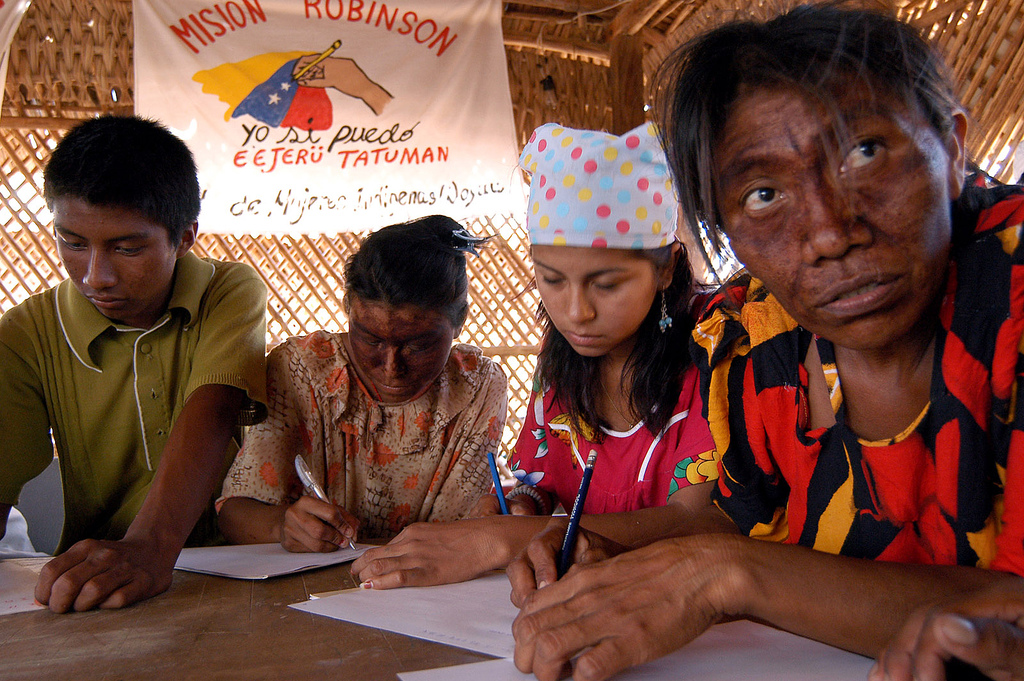
Missão Robinson do governo Hugo Chávez promovendo a educação dos Wayuu, na Venezuela.

O programa usa voluntários para ensinar leitura, escrita e aritmética a mais de 1,5 milhão de venezuelanos adultos que eram analfabetos antes da eleição de Chávez à presidência em 1999. O programa é militar-civil por natureza e envia soldados para - entre outros lugares - locais remotos e perigosos a fim de alcançar os cidadãos adultos menos educados, negligenciados e marginalizados para lhes dar ensino e aulas regulares. Em 28 de outubro de 2005, a Venezuela se declarou um “Território Livre do Analfabetismo”, tendo elevado em suas estimativas iniciais a taxa de alfabetização para cerca de 99%, embora a estatística tenha sido alterada para 96%. De acordo com os padrões da UNESCO, um país pode ser declarado "livre do analfabetismo" se 96% de sua população com mais de 15 anos souber ler e escrever.
De acordo com Francisco Rodríguez e Daniel Ortega do IESA, há "poucas evidências" do "efeito estatisticamente distinto sobre o analfabetismo venezuelano". O governo venezuelano afirmou que ensinou 1,5 milhão de venezuelanos a ler, mas o estudo constatou que "apenas 1,1 milhão eram analfabetos para começar" e que a redução do analfabetismo de menos de 100.000 pode ser atribuída a adultos idosos e mortos. David Rosnick e Mark Weisbrot, do Center for Economic and Policy Research, responderam a essas dúvidas, descobrindo que os dados usados por Rodríguez e Ortega eram uma medida muito grosseira, uma vez que a Pesquisa Domiciliar da qual derivou nunca foi projetada para medir a alfabetização ou as habilidades de leitura, e seus métodos eram inadequados para fornecer evidências estatísticas sobre o tamanho do programa nacional de alfabetização da Venezuela.

## Declínio
Não sobrou muito da chamada Revolução Bolivariana - um processo político socialista que começou em 1999, liderado pelo então presidente Hugo Chávez. Filas sem fim para comprar alimentos, uma grave escassez de produtos básicos e uma taxa de inflação anual estimada em 160 por cento tornaram-se a imagem padrão de um país há muito considerado um "petroestado". Mas, com o preço do petróleo tão baixo quanto $ 35 o barril recentemente, ele está há muito tempo a caminho de um colapso total.

—Haaretz, setembro de 2016
Após a morte de Hugo Chávez, seu sucessor Nicolás Maduro enfrentou as consequências das políticas chavistas, com a aprovação de Maduro diminuindo e os protestos na Venezuela começando em 2014. Os governos Chávez e Maduro frequentemente atribuem as dificuldades enfrentadas pela Venezuela à intervenção estrangeira nos assuntos do país.

Em 2016, a Venezuela bolivariana sofria de hiperinflação e uma perda dramática de empregos e renda (os preços ao consumidor aumentaram 800% e a economia contraiu 19% durante 2016), fome generalizada (a "Pesquisa das Condições de Vida da Venezuela" (ENCOVI) descobriu que quase 75% da população perdeu uma média de pelo menos 8,7kg de peso devido à falta de nutrição adequada) e uma taxa crescente de homicídios (90 pessoas por 100.000 foram assassinadas na Venezuela em 2015, em comparação com 5 por 100.000 nos Estados Unidos, de acordo com o Observatório da Violência Venezuelana).

De acordo com a Human Rights Watch:
Para silenciar os críticos, o governo conduziu prisões generalizadas e outras formas de repressão. Desde 2014, documentamos a resposta violenta das forças de segurança aos protestos, com espancamentos e prisões de manifestantes pacíficos e até mesmo de transeuntes e tortura na prisão. O Fórum Penal Venezuelano, um grupo não-governamental que presta assistência jurídica a detidos, conta com mais de 90 pessoas que considera presos políticos.
De acordo com o International Policy Digest, "[a] revolução bolivariana é um fracasso não porque seus ideais eram inatingíveis, mas porque seus líderes eram tão corruptos quanto aqueles que eles criticam", com o governo bolivariano dependendo do petróleo para sua economia, essencialmente sofrendo de Doença holandesa. Como resultado das políticas do governo bolivariano, os venezuelanos sofreram com a escassez, a inflação, o crime e outras questões socioeconômicas, com muitos venezuelanos recorrendo a deixarem seu país natal em busca de uma vida melhor em outro lugar.

### Diáspora bolivariana
Após a Revolução Bolivariana, muitos venezuelanos ricos buscaram residência em outros países. De acordo com a Newsweek, a "diáspora bolivariana é uma reversão da sorte em grande escala", onde a reversão é uma comparação com quando no século XX "a Venezuela era um paraíso para os imigrantes que fugiam da repressão e da intolerância do Velho Mundo". O El Universal explica como a "diáspora bolivariana" na Venezuela foi causada pela "deterioração da economia e do tecido social, o crime desenfreado, a incerteza e a falta de esperança de uma mudança na liderança em um futuro próximo".
Em 1998, ano em que Chávez foi eleito pela primeira vez, apenas 14 venezuelanos receberam asilo nos Estados Unidos. Em apenas 12 meses, em setembro de 1999, 1.086 venezuelanos receberam asilo de acordo com os Serviços de Cidadania e Imigração dos Estados Unidos. Calcula-se que de 1998 a 2013 mais de 1,5 milhão de venezuelanos, entre 4% e 6% da população total da Venezuela, deixaram o país após a Revolução Bolivariana. Muitos dos ex-cidadãos venezuelanos estudados deram motivos para deixar a Venezuela, que incluíam falta de liberdade, altos níveis de insegurança e falta de oportunidades no país. Também foi afirmado que alguns pais na Venezuela incentivam seus filhos a deixarem o país, em proteção de seus filhos devido às inseguranças que os venezuelanos enfrentam. Isso levou à fuga de capital humano na Venezuela.
Em novembro de 2018, o ACNUR (Alto Comissariado das Nações Unidas para Refugiados) e a OIM (Organização Internacional para as Migrações) relataram que o número de refugiados subiu para 3 milhões, a maioria dos quais foram para outros países da América Latina e Caribe.